# لوروا بافينغتون
لوروا بافينغتون (بالإنجليزية: Leroy Buffington)‏ هو مهندس معماري أمريكي، ولد في 22 سبتمبر 1848 في سينسيناتي في الولايات المتحدة، وتوفي في 16 فبراير 1931 في منيابولس في الولايات المتحدة.

## وصلات خارجية
- لوروا بافينغتون على موقع الموسوعة البريطانية (الإنجليزية)